# Доњи Стубал
Доњи Стубал (мкд. Долни Стубол) је насеље у Северној Македонији, у источном делу државе. Доњи Стубал је у саставу општине Пробиштип.

## Географија
Доњи Стубал је смештен у источном делу Северне Македоније. Од најближег града, Пробиштипа, насеље је удаљено 6 km западно.
Насеље Доњи Стубал се налази у историјској области Злетово, на западном ободу Злетовске котлине. Западно од насеља издиже се планина Манговица. Надморска висина насеља је приближно 600 метара.
Месна клима је умерено континентална.

## Становништво
Доњи Стубал је према последњем попису из 2002. године имао 168 становника.
Претежно становништво у насељу су етнички Македонци (99%).
Већинска вероисповест месног становништва је православље.